# Schloßig
Schloßig ist ein Ortsteil der Stadt Schmölln im Landkreis Altenburger Land in Thüringen.

## Lage
Der Ortsteil liegt westlich der Stadt Schmölln an der Bundesstraße 7 und am Ufer der Sprotte. Das Sprottenwehr zu einer ehemaligen Mühle ist noch gut erhalten.

## Geschichte
Am 12. März 1279 wurde das Dorf erstmals urkundlich erwähnt. Schloßig gehörte zum wettinischen Amt Altenburg, welches ab dem 16. Jahrhundert aufgrund mehrerer Teilungen im Lauf seines Bestehens unter der Hoheit folgender Ernestinischer Herzogtümer stand: Herzogtum Sachsen (1554 bis 1572), Herzogtum Sachsen-Weimar (1572 bis 1603), Herzogtum Sachsen-Altenburg (1603 bis 1672), Herzogtum Sachsen-Gotha-Altenburg (1672 bis 1826). Bei der Neuordnung der Ernestinischen Herzogtümer im Jahr 1826 kam der Ort wiederum zum Herzogtum Sachsen-Altenburg. 1854 wurde die westlich des Ortes gelegene Kleinsiedlung Steinsdorf mit Schloßig vereint. Nach der Verwaltungsreform im Herzogtum gehörte Schloßig bezüglich der Verwaltung zum Ostkreis (bis 1900) bzw. zum Landratsamt Ronneburg (ab 1900). Das Dorf gehörte ab 1918 zum Freistaat Sachsen-Altenburg, der 1920 im Land Thüringen aufging. 1922 kam es zum Landkreis Altenburg. Am 1. Juli 1950 wurde Nödenitzsch nach Schloßig eingemeindet.
Bei der zweiten Kreisreform in der DDR wurden 1952 die bestehenden Länder aufgelöst und die Landkreise neu zugeschnitten. Somit kam die Gemeinde Schloßig mit dem Kreis Schmölln an den Bezirk Leipzig; jener gehörte seit 1990 als Landkreis Schmölln zu Thüringen und ging bei der thüringischen Kreisreform 1994 im Landkreis Altenburger Land auf. Mit der Eingemeindung der Gemeinde Schloßig in die Stadt Schmölln wurden Schloßig mit Steinsdorf und Nödenitzsch am 1. Januar 1974 Ortsteile der Stadt Schmölln. Im Jahr 2012 lebten 178 Personen in dem ländlich geprägten Ortsteil.